# Meridià 148 a l'oest
El meridià 148 a l'oest de Greenwich és una línia de longitud que s'estén des del pol Nord travessant l'oceà Àrtic, Amèrica del Nord, l'oceà Pacífic, l'oceà Antàrtic, i l'Antàrtida fins al pol Sud.
El meridià 148 a l'oest forma un cercle màxim amb el meridià 32 a l'est. Com tots els altres meridians, la seva longitud correspon a una semicircumferència terrestre, uns 20.003,932 km. Al nivell de l'Equador, és a una distància del meridià de Greenwich de 16.475 km.

## De Pol a Pol
Començant en el pol Nord i dirigint-se cap al pol Sud, aquest meridià travessa:
| Coordenades                               | País, territori o mar | Notes |
| ----------------------------------------- | --------------------- | --- |
| 90° 0′ N, 148° 0′ O / 90.000°N,148.000°O  | Oceà Àrtic            | |
| 72° 38′ N, 148° 0′ O / 72.633°N,148.000°O | Mar de Beaufort       | Passa a l'oest de l'illa Cross, Alaska, Estats Units (a 70° 30′ N, 147° 59′ O / 70.500°N,147.983°O) |
| 70° 19′ N, 148° 0′ O / 70.317°N,148.000°O | Estats Units          | Alaska — Continent, illa Esther, illa Perry, el continent novament, illa Chenega, illa Evans i illa Latouche |
| 59° 57′ N, 148° 0′ O / 59.950°N,148.000°O | Oceà Pacífic          | Passa a l'oest de l'illa Montague, Alaska, Estats Units (at 59° 47′ N, 147° 56′ O / 59.783°N,147.933°O) · Passa a l'est de l'atol Tikehau, Polinèsia Francesa (a 14° 58′ S, 148° 2′ O / 14.967°S,148.033°O) · Passa a l'oest de l'atol Rangiroa, Polinèsia Francesa (a 15° 4′ S, 147° 56′ O / 15.067°S,147.933°O) · Passa a l'est de l'illa Mehetia, Polinèsia Francesa (a 17° 52′ S, 148° 3′ O / 17.867°S,148.050°O) |
| 60° 0′ S, 148° 0′ O / 60.000°S,148.000°O  | Oceà Antàrtic         | |
| 75° 57′ S, 148° 0′ O / 75.950°S,148.000°O | Antàrtida             | Territori no reclamat |